# Antoinette de Jong
Antoinette de Jong (n. 6 aprilie 1995, Heerenveen, Provincia Frizia, Țările de Jos) este o sportivă ce a reprezentat Regatul Țărilor de Jos, medaliată olimpică. A participat la 3 ediții ale Jocurilor Olimpice (2014, 2018, 2022) în care a câștigat două medalii de bronz.